# Cala de les Roques Planes
La cala del les Roques Planes és una petita platja del municipi de Calonge i Sant Antoni (Baix Empordà), flanquejada per parets rocoses i pins, situada a la Punta de les Roques Planes, en un tram de roquissar amb moltes cales petites, entre les poblacions de Platja d'Aro i Sant Antoni de Calonge. Té una longitud de 43 m i una amplada mitjana de 9 m, formada per sorra mitjana, gruixuda i grava. Ocasionalment s'hi practica el nudisme. No disposa de cap tipus de servei, encara que a la veïna platja de Can Cristus, a uns 300 metres, hi ha dutxes, quiosquets, lloguer de patins de pedals i altres serveis.
La cala rep el nom de les roques a la part esquerra, erosionades pel pas del temps i les ones.